# Splendrillia raricostata
Splendrillia raricostata é uma espécie de gastrópode do gênero Splendrillia, pertencente a família Drilliidae.